# STS–51–G
Az STS–51–G jelű küldetés az amerikai űrrepülőgép-program 18., a Discovery űrrepülőgép 5. repülése.

## Küldetés
Sultan Salman Al Saud az első szaúd-arábiai űrhajós, az első arab, az első muszlim, valamint az első királyi családtag a világűrben.

## Jellemzői
A beépített kanadai Canadarm (RMS) manipulátor kart 50 méter kinyúlást biztosított (műholdak indítás/elfogása, külső munkák [kutatás, szerelések], hővédőpajzs külső ellenőrzése) a műszaki szolgálat teljesítéséhez.

### Első nap
1985. június 17-én a szilárd hajtóanyagú gyorsítórakéták (SRB) segítségével Floridából, a Cape Canaveral (KSC) Kennedy Űrközpontból, a LC39–A jelű indítóállványról emelkedett a magasba. Az orbitális pályája 91,8 perces, 28,45 fokos hajlásszögű, elliptikus pálya perigeuma 358 kilométer, az apogeuma 369 kilométer volt. Felszálló tömeg indításkor 116 310 kilogramm, leszálló tömeg 92 607 kilogramm. Szállított hasznos teher felszálláskor 20 174 illetve visszatérésnél 9818 kilogramm

## Műholdak
A tehertérben rögzített három kommunikációs műholdat a Canadarm (RMS) manipulátor kar segítségével pályairányba állították. A műholdak pályairányba állítását követően az űrrepülőgép 13-16 kilométerre eltávolodott. Mindhárom műholdat az automatikusan induló PAM–D motor sikeresen geostacionárius pályába emelte.

### Telepítés

#### Morelos–1
Mexikói technológiával gyártották. 1985 és 1998 között kettő példányát állították szolgálati magasságba. Feladata elősegíteni a mexikói Köztársaság telefonos és televíziós szolgáltatásainak minőségi- valamint mennyiségi igényét. Helyükre az 1993-ban és 1994-ben indított Solidaridad Satellite System rendszerek kerültek.
A mexikói állami Telefontársaság (SCT) üzemeltette. Nevét José María Morelosról (1765– 1815) kapta. Kódszáma SSC 15824. Spin-stabilizált (mechanikus) műhold, típusa HS-376. Az orbitális egység pályája 1447,62 perces, 2 fokos hajlásszögű, geostacionárius pálya perigeuma 35 995 kilométer, az apogeuma 36 029 kilométer volt. Tömege 645 kilogramm. Várható élettartama korlátlan! 1994. március 4-én befejezte szolgálatát.

#### Arabsat–1B
Az Arabsat, az Arab Liga döntése alapján 1976. április 14-én alakult. Alkalmazási célja, szolgálni a tagok információs, kulturális és nevelési igényeit. Szaúd-Arábia volt a fő finanszírozó. Távközlési műholdakat 1985-től 2011-ig állítottak szolgálati magasságba. Több mint 20 ország tagja a szervezetnek. Feladatuk az Arab Liga országaiba (szerződés szerint) távközlési szolgáltatások (telefon, adatátvitel a C-sávos , Prci TV S-sáv) a Közel-Keleten és Észak-Afrika biztosítása. Az Arabsat–1A volt az első, egy francia Ariane rakéta állította pályára.
Az Aérospatiale Espace et Defense (Franciaország) gyártotta. Működtette az Arab Liga megbízásából az Arabsat (Satellite Communications Organization). Megnevezései: Arabsat 1B; Arabsat–1B, a második modell. Kódszáma SSC 15825.
Háromtengelyes stabilizált műhold. Energia ellátását két napelemtábla (hossza 20,7, szélessége 5,5 méter. Az orbitális egység pályája 1434,29 perces, 62 fokos hajlásszögű, geostacionárius pálya perigeuma 35 684 kilométer, az apogeuma 35 818 kilométer volt. Tömege 1270 kilogramm. Hajtóanyag tartaléka 675 kilogramm (pályakorrekciók végzése).
Várható élettartama korlátlan (!), garantált 7 év. 1993-ban befejezte szolgálatát.
Előző műhold az Arabsat 1A (1985–015A), következő műhold az Arabsat 1C (1992–010B).

#### Telstar 3–D
Gyártotta a Hughes Space and Communications Co. Üzemeltette az American Telephone and Telegraph Company. Típus megnevezések: Telstar 304; Telstar 3D;  Telstar 3–D. Kódjele: SSC 15826.
Televíziós kommunikációs műhold, pályaeleme geostacionárius. 24 televíziós csatorna és 21 600 egyidejű telefonhívás átjátszására gyártották. Pályaeleme 86 fokos hajlásszögű. Spin-stabilizált (mechanikus) műhold, típusa HS-376. Alakja hengeres, átmérője 2,16 méter, hossza 2,74 méter, kinyitott antennákkal 6,84 méter. Az űreszköz felületét napelemek borítják, éjszakai (földárnyék) energiaellátását (kémiai) akkumulátorok, 2 NiCd akkumulátorok biztosítják. Egyidejűleg 21 600 telefonhívását képes kezelni. Az orbitális egység pályája 1436,06 perces, 1 fokos hajlásszögű, geostacionárius pálya perigeuma 35 779 kilométer, az apogeuma 35 793 kilométer volt. Tömege 1225 kilogramm. Várható élettartama korlátlan! 1999. február 1-jén befejezte szolgálatát.
Előző műhold Telstar 303 (1984-093D), a következő műhold a Telstar 401 (1993-077A).

### Harmadik nap

#### Spartan–1
A NASA Spartan programjának célja, hogy egy egyszerű, olcsó, az űrrepülőgép Canadarm (RMS) manipulátor karjával pályába állítható/visszanyerhető, többször felhasználható kísérleti űreszközt (független űrlaboratóriumot) alkalmazzanak. Visszanyerés után vizsgálati (kiértékelés) céllal a Földre szállítsanak.
Spartan–1 (Shuttle Pointed Autonomous Research Tool for Astronomy). Kódja SSC 15831. Az űrhajósok június 20-án az űrrepülőgép rakteréből kiemelve szabad pályába helyezték. 45,5 órával (1,9 nap) később az űrrepülőgép megközelítette és manipulátor karjával elfogva, a raktérbe helyezte. Súlya 1008 kilogramm. Feladata: tudományos csillagászati műhold, önálló tájolásának segítségével megfigyelni a Perseus galaxishalmazt, valamint a galaktikus központokat a régióban. A műholdon 136 kilogramm össztömegű csillagászati mérőműszer-csomagot helyeztek el.

### Hasznos teher
1. Automatikusan irányított szilárdító kemence (ADSF) – először alkalmazták a kemencét anyagok feldolgozására.
2. Get Away Special tartály (doboz) – hat fajta kísérlet végzésére: Föld megfigyelés, orvostudomány, biológia, csillagászat.
3. Stratégiai Védelmi Kezdeményezés (SDI) – High Precision Tracking (HPTE) lézeres kísérlet.
4. Orbiter kísérletek ( OEX ).
5. Kettő francia (térítés ellenében) orvosbiológiai kísérletet végeztek: Echocardiograph Experiment; Pocket Experiment (FPE),

### Hetedik nap
1985. június 24-én Kaliforniában az Edwards légitámaszponton (AFB) szállt le. Összesen 7 napot, 1 órát, 38 percet és 51 másodpercet töltött a világűrben. 4 693 051 kilométert (2 916 127 mérföldet) repült, 112 alkalommal kerülte meg a Földet. Egy különlegesen kialakított Boeing 747 tetején visszatért kiinduló bázisára.

## Személyzet
(zárójelben a repülések száma az STS–51–G-ig, azzal együtt)
- Daniel Brandenstein (2), parancsnok
- John Creighton (1), pilóta
- Shannon Lucid (1), küldetésfelelős
- John McCreary Fabian (2), küldetésfelelős
- Steven Nagel (1), küldetésfelelős
- Patrick Baudry (1), rakományfelelős – (ESA, Franciaország)
- Szultán bin Szalman asz-Szaúd (1), rakományfelelős – (Szaúd-Arábia)

### Visszatérő személyzet
- Daniel Charles Brandenstein (2), parancsnok
- John Creighton (1), pilóta
- Shannon Matilda Wells Lucid (1), küldetésfelelős
- John McCreary Fabian (2), küldetésfelelős
- Steven Nagel (1), küldetésfelelős
- Patrick Baudry (1), rakományfelelős
- Sultan Salman Al Saud (1), rakományfelelős